# گوپالپور
گوپالپور (به لاتین: Gopalpur) یک منطقهٔ مسکونی در بنگلادش است که در ناحیه تانگیل واقع شده‌است. گوپالپور ۱۹۳٫۳۷ کیلومتر مربع مساحت و ۲۵۲٬۳۳۱ نفر جمعیت دارد.